# Liste des sites Ramsar en Finlande
Cet article recense les zones humides de la Finlande concernées par la convention de Ramsar.

## Statistiques
La convention de Ramsar est entrée en vigueur en Finlande le 21 décembre 1975.
En janvier 2020, le pays compte 49 sites Ramsar, couvrant une superficie de 7 995,18 km2 (soit 2,4% du territoire finlandais). 11 sites avaient été enregistrés en 1975, pour une surface de 193 173 ha, puis 38 sites ont été inscrits le 26 octobre 2005.
Les critères 1 le site « contient un exemple représentatif, rare ou unique de type de zone humide naturelle ou quasi naturelle de la région biogéographique concernée » et 2 : le site «  abrite des espèces vulnérables, menacées d'extinction ou gravement menacées d'extinction ou des communautés écologiques menacées » sont les plus utilisés comptant pour 31 % des sites chacun, suivi du critère 4 : la zone humide  «  abrite des espèces végétales et/ou animales à un stade critique de leur cycle de vie ou sert de refuge dans des conditions difficiles. » avec 25,9 % des sites.

## Liste
| Site                                                      | Région                       | Notes | Date           | Superficie (km²) | Altitude (m) | Identifiant Ramsar | Identifiant WDPA | Coordonnées                       | Photo |
| --------------------------------------------------------- | ---------------------------- | ----- | -------------- | ---------------- | ------------ | ------------------ | ---------------- | --------------------------------- | ----- |
| Îles Aspskär                                              | Finlande-Propre              |       | 28 mai 1974    | 7,28             | 0 - 10       | 2                  | 67912            | 60° 15′ 25″ nord, 26° 23′ 31″ est |       |
| Archipel de Söderskärin et Långörenin (fi)                | Finlande-Propre              |       | 28 mai 1974    | 182,19           | 0 - 13       | 3                  | 67913            | 60° 07′ 26″ nord, 25° 41′ 06″ est |       |
| Archipel de Björkör et Lågskär                            | Åland                        |       | 28 mai 1974    | 63,09            | 0 - 20       | 4                  |                  | 59° 54′ 04″ nord, 20° 07′ 23″ est |       |
| Archipel de Signilskär-Märket                             | Åland                        |       | 28 mai 1974    | 225,66           | 0 - 20       | 5                  |                  | 60° 15′ nord, 19° 18′ est         |       |
| Archipel de Quark                                         | Finlande occidentale         |       | 28 mai 1974    | 636,99           | 0 - 20       | 6                  | 67916            | 63° 23′ 10″ nord, 21° 26′ 24″ est |       |
| Îles Krunnit (fi)                                         | Ostrobotnie du Nord          |       | 28 mai 1974    | 44,35            | 0 - 7        | 7                  | 67917            | 65° 22′ 41″ nord, 24° 54′ 47″ est |       |
| Delta du Porvoonjoki – Stenböle (fi)                      | Finlande-Propre              |       | 28 mai 1974    | 9,58             | 0 - 15       | 8                  | 67918            | 60° 21′ 32″ nord, 25° 42′ 07″ est |       |
| Vanhankaupunginlahti, Laajalahti                          | Finlande-Propre              |       | 28 mai 1974    | 5,08             | 0 - 13       | 9                  | 67919            | 60° 12′ 18″ nord, 24° 56′ 28″ est |       |
| Parc national de Patvinsuo                                | Finlande orientale           |       | 28 mai 1974    | 127,27           | 143 - 270    | 10                 | 67920            | 63° 06′ 40″ nord, 30° 44′ 24″ est |       |
| Marais de Martimoaapa - Lumiaapa – Penikat (fi)           | Laponie                      |       | 28 mai 1974    | 140,86           | 50 - 185     | 11                 | 67921            | 65° 50′ 24″ nord, 25° 08′ 06″ est |       |
| Marais de Koitelainen                                     | Laponie                      |       | 28 mai 1974    | 489,38           | 219 - 410    | 12                 | 67922            | 67° 47′ 35″ nord, 27° 10′ 19″ est |       |
| Lacs de Rääkkylä et Kitee                                 | Finlande orientale           |       | 2 février 2004 | 12,27            | 76 - 95      | 1502               | 902757           | 62° 11′ 38″ nord, 29° 57′ 22″ est |       |
| Lacs de Rantasalmi                                        | Finlande orientale           |       | 2 février 2004 | 11,09            | 76 - 85      | 1503               | 902758           | 62° 00′ 58″ nord, 28° 23′ 38″ est |       |
| Zones humides ornithologique de Haapavesi                 | Ostrobotnie du Nord          |       | 2 février 2004 | 36,16            | 114 - 135    | 1504               | 902759           | 64° 14′ 49″ nord, 25° 25′ 41″ est |       |
| Zones humides ornithologique de Hailuoto                  | Ostrobotnie du Nord          |       | 2 février 2004 | 65,12            | 0 - 22       | 1505               | 902760           | 65° 01′ 30″ nord, 24° 44′ 31″ est |       |
| Zones humides ornithologiques de Hanko et Tammisaari (fi) | Finlande-Propre              |       | 2 février 2004 | 551,96           | 0 - 51       | 1506               | 902761           | 59° 50′ 38″ nord, 23° 21′ 40″ est |       |
| Zones humides ornithologique de Lapväärtti                | Ostrobotnie                  |       | 2 février 2004 | 12,24            | 0 - 20       | 1507               | 902762           | 62° 11′ 35″ nord, 21° 27′ 18″ est |       |
| Zones humides ornithologique de Siikajoki                 | Ostrobotnie du Nord          |       | 2 février 2004 | 26,91            | 0 - 28       | 1508               | 902763           | 64° 49′ 30″ nord, 24° 44′ 49″ est |       |
| Zones humides ornithologique du Vanajavesi                | Finlande-Propre              |       | 2 février 2004 | 7,02             | 79 - 95      | 1509               | 902764           | 61° 12′ 04″ nord, 24° 13′ 44″ est |       |
| Îles de Kainuunkylä (fi)                                  | Laponie                      |       | 2 février 2004 | 10,05            | 0 - 45       | 1510               | 902765           | 66° 12′ 47″ nord, 23° 44′ 28″ est |       |
| Parc national de Kauhaneva-Pohjankangas                   | Finlande occidentale         |       | 2 février 2004 | 68,49            | 160 - 190    | 1511               | 902766           | 62° 10′ 59″ nord, 22° 25′ 26″ est |       |
| Baie de Kirkon-Vilkkiläntura                              | Finlande-Propre              |       | 2 février 2004 | 1,94             | 0 - 6        | 1512               | 902767           | 60° 30′ 58″ nord, 27° 42′ 47″ est |       |
| Kirkkojärvi (fi) et baie de Lupinlahti                    | Finlande-Propre              |       | 2 février 2004 | 6,49             | 0 - 5        | 1513               | 902768           | 60° 33′ 29″ nord, 27° 13′ 52″ est |       |
| Région du Kirkkojärvi                                     | Finlande occidentale         |       | 2 février 2004 | 3,05             | 84 - 94      | 1514               | 902769           | 61° 27′ 00″ nord, 24° 03′ 43″ est |       |
| Région du Kutajärvi (fi)                                  | Finlande-Propre              |       | 2 février 2004 | 10,51            | 81 - 86      | 1515               | 902770           | 61° 03′ 43″ nord, 25° 27′ 14″ est |       |
| Lepinjärvi (fi)                                           | Finlande-Propre              |       | 2 février 2004 | 1,99             | 5 - 12       | 1516               | 902771           | 60° 02′ 49″ nord, 23° 39′ 40″ est |       |
| Sysmäjärvi (fi)                                           | Finlande orientale           |       | 2 février 2004 | 7,34             | 85 - 90      | 1517               | 902772           | 62° 41′ 13″ nord, 29° 03′ 32″ est |       |
| Aittojärvi et Kongasjärvi                                 | Ostrobotnie du Nord          |       | 2 février 2004 | 7,03             | 107 - 125    | 1518               | 902773           | 65° 16′ 44″ nord, 26° 54′ 22″ est |       |
| Heinä-Suvanto et Hetejärvi                                | Eastern and Western Finland  |       | 2 février 2004 | 12,24            | 133 - 139    | 1519               | 902774           | 63° 09′ 04″ nord, 26° 10′ 01″ est |       |
| Marais de Lätäseno-Hietajoki                              | Laponie                      |       | 2 février 2004 | 433,67           | 330 - 530    | 1520               | 902775           | 68° 39′ 32″ nord, 22° 19′ 52″ est |       |
| Parc national de Lemmenjoki                               | Laponie                      |       | 2 février 2004 | 2 859,90         | 147 - 600    | 1521               | 902776           | 68° 36′ 00″ nord, 25° 36′ 47″ est |       |
| Marais de Levaneva                                        | Finlande occidentale         |       | 2 février 2004 | 33,43            | 77 - 92      | 1522               | 902777           | 62° 46′ 41″ nord, 22° 05′ 46″ est |       |
| Région de la baie de Liminganlahti (fi)                   | Ostrobotnie du Nord          |       | 2 février 2004 | 122,75           | 0 - 5        | 1523               | 902778           | 64° 54′ 25″ nord, 25° 15′ 29″ est |       |
| Marais d'Olvassuo (fi)                                    | Ostrobotnie du Nord          |       | 2 février 2004 | 270,73           | 115 - 210    | 1524               | 902779           | 65° 07′ 23″ nord, 27° 11′ 35″ est |       |
| Parc national d'Oulanka                                   | Ostrobotnie du Nord, Laponie |       | 2 février 2004 | 293,90           | 140 - 385    | 1525               | 902780           | 66° 23′ 35″ nord, 29° 22′ 59″ est |       |
| Baie de Pernajanlahti (fi)                                | Finlande-Propre              |       | 2 février 2004 | 11,43            | 0 - 10       | 1526               | 902781           | 60° 27′ 40″ nord, 25° 58′ 44″ est |       |
| Marais de Pilvineva                                       | Finlande occidentale         |       | 2 février 2004 | 36,67            | 115 - 137    | 1527               | 902782           | 63° 28′ 48″ nord, 23° 59′ 35″ est |       |
| Parc national du Riisitunturi                             | Laponie                      |       | 2 février 2004 | 124,61           | 240 - 465    | 1528               | 902783           | 66° 12′ 50″ nord, 28° 27′ 29″ est |       |
| Marais de la Luiro                                        | Laponie                      |       | 2 février 2004 | 123,45           | 155 - 185    | 1529               | 902784           | 67° 16′ 44″ nord, 27° 33′ 58″ est |       |
| Parc national de Salamajärvi                              | Finlande centrale            |       | 2 février 2004 | 92,61            | 160 - 205    | 1530               | 902785           | 63° 15′ 18″ nord, 24° 46′ 08″ est |       |
| Marais de Sammuttijänkä – Vaijoenjänkä                    | Laponie                      |       | 2 février 2004 | 517,49           | 190 - 310    | 1531               | 902786           | 69° 28′ 48″ nord, 27° 40′ 05″ est |       |
| Région de Siikalahti                                      | Finlande-Propre              |       | 2 février 2004 | 6,82             | 69 - 77      | 1532               | 902787           | 61° 34′ 23″ nord, 29° 34′ 01″ est |       |
| Marais de Sotkavuoma                                      | Laponie                      |       | 2 février 2004 | 26,02            | 288 - 327    | 1533               | 902788           | 68° 20′ 24″ nord, 23° 16′ 37″ est |       |
| Marais de Suurenaukeansuo - Isosuo et lac Pohjalampi      | Finlande orientale           |       | 2 février 2004 | 16,40            | 105 - 117    | 1534               | 902789           | 62° 11′ 13″ nord, 27° 03′ 32″ est |       |
| Marais de Teuravuoma – Kivijärvenvuoma (fi)               | Laponie                      |       | 2 février 2004 | 57,88            | 170 - 185    | 1535               | 902790           | 67° 20′ 20″ nord, 24° 05′ 38″ est |       |
| Parc national de Torronsuo                                | Finlande-Propre              |       | 2 février 2004 | 30,93            | 100 - 130    | 1536               | 902791           | 60° 44′ 13″ nord, 23° 37′ 37″ est |       |
| Parc national de Valkmusa                                 | Finlande-Propre              |       | 2 février 2004 | 17,10            | 18 - 64      | 1537               | 902792           | 60° 33′ 40″ nord, 26° 42′ 07″ est |       |
| Baie de Vassorfjärden                                     | Finlande occidentale         |       | 2 février 2004 | 15,37            | 0 - 10       | 1538               | 902793           | 63° 11′ 35″ nord, 21° 59′ 24″ est |       |
| Marais de Veneneva-Pelso                                  | Ostrobotnie du Nord          |       | 2 février 2004 | 120,39           | 90 - 134     | 1539               | 902794           | 64° 28′ 48″ nord, 26° 11′ 10″ est |       |